# Eesti Riiklik Sümfooniaorkester
Estlands Nationalsymfoniorkester (estisk: Eesti Riiklik Sümfooniaorkester) er det førende symfoniorkester i Estland hvor det har sin base i hovedstaden Tallinn. Orkestret blev grundlagt under navnet Estlands Radio Symfoni Orkester og gav dets første koncert i en udsendelse sendt af Tallinn Radio 18. december 1926. Under det sovjetiske regime i 1950'erne blev orkestret det første i Sovjetunionen til at opføre værker af modernistiske komponister som Igor Stravinskij, Arnold Schönberg, Anton Webern og Carl Orff, hvilket tidligere var blevet holdt tilbage af Stalins regime. Efter det sovjetiske styres kollaps, ophævelsen af emigrationsrestriktioner og genfødslen af et uafhængigt Estland i 1991 migrerede næsten halvdelen af orkestrets medlemmer til Vesten i deres søgen efter bedre karrieremuligheder. Denne udvandring af talent fik orkestrets held til at styrtdykke til en depression. Efter lavpunktet i 1993 nød orkestret stor fremgang under dirigenten Arvo Volmers lederskab.
Estlands Nationaloperas koncertsal har været hjemsted for Estlands Nationalsymfoniorkester i to årtier.

## Chefdirigenter
- Paul Karp (1944-50)
- Roman Matsov (1950-63)
- Neeme Järvi (1963-79)
- Peeter Lilje (1980-90)
- Leo Krämer (1991-93)
- Arvo Volmer (1993-2001)
- Nikolai Alekseev (2001-2010)
- Neeme Järvi (2010-2020)
- Olari Elts (2020-)